# Ataque com gás sarin ao Metrô de Tóquio
O Ataque do gás sarin no Metrô de Tóquio é o nome dado pela imprensa japonesa e internacional ao ataque ao Metrô de Tóquio (地下鉄サリン事件, Chikatetsu Sarin Jiken), foi um ato de terrorismo perpetrado por membros do culto apocalíptico chamado Aum Shinrikyo em 20 de março de 1995.
Em cinco atentados coordenados, os autores liberaram o gás sarin em várias linhas de metrô de Tóquio, matando 13 pessoas, ferindo 5 500 pessoas em vários graus e causando problemas temporários de visão para quase 1 000 outros.
O ataque era direcionado contra comboios/trens passando por Kasumigaseki e Nagatachō, o edifício onde se situa o Governo Japonês.
O grupo, liderado por Shoko Asahara, já havia cometido vários assassinatos e ataques terroristas usando sarin, incluindo o ataque Sarin a Matsumoto, nove meses antes. Eles também produziram vários outros agentes nervosos, incluindo VX, e tentaram produzir toxina botulínica e perpetraram vários atos fracassados de bioterrorismo. Asahara foi informado de uma operação policial marcada para 22 de março e planejou o ataque ao metrô de Tóquio para impedir as investigações policiais sobre o culto e talvez desencadear o apocalipse em que acreditavam. O líder também queria iniciar uma Terceira Guerra Mundial.
Na operação após o ataque, a polícia prendeu muitos membros importantes da seita. A atividade policial continuou durante todo o verão e mais de 200 membros foram presos, incluindo Asahara. Treze membros da alta gerência da Aum, incluindo o próprio Asahara, foram condenados à morte e mais tarde executados; muitos outros foram condenados à prisão perpétua. O ataque continua sendo o incidente terrorista mais mortal no Japão, conforme definido pelos padrões modernos.

## Antecedentes

### Aum Shinrikyo

#### Origens
Aum Shinrikyo foi fundado em 1984 como uma classe de ioga e meditação, inicialmente conhecida como Oumu Shinsen no Kai (オウム神仙の会, “Sociedade dos Seres Divinos de Aum”), por farmacêutico Chizuo Matsumoto. O grupo acreditava em uma doutrina que centrada em torno de uma mistura sincrética de budismo indiano e tibetano, assim como crenças cristãs e hinduístas, especialmente envolvendo o deus hinduísta Xiva. Eles acreditavam que o Armagedom era inevitável na forma de uma guerra mundial envolvendo os Estados Unidos e o Japão; que não-membros estavam condenados ao Inferno, mas poderiam ser salvos se fossem assassinados pelos membros da seita; e que apenas membros da seita sobreviveriam ao apocalipse e depois construiriam o Reino de Sambala. Em 1987, o grupo mudou de nome e estabeleceu uma filial em Nova Iorque; no ano seguinte, abriu uma sede em Fujinomiya. Nesta época, a saúde mental de Matsumoto (doravante usando o nome Shoko Asahara) deteriorou – ele desenvolveu um transtorno de ansiedade por doença e expressou pensamentos suicidas.
Em agosto de 1989, o grupo foi concedido status de corporação religiosa oficial pelo Governo Metropolitano de Tóquio, assim recebendo privilégios como isenção de impostos e não necessitar de supervisão governamental. Esse reconhecimento causou um crescimento dramático, incluindo um aumento em patrimônio líquido de menos 430 milhões de ienes para mais de 100 bilhões de ienes (aproximadamente R$ 14 milhões para R$ 3 bilhões em valores de 2024) nos seis anos seguintes, assim como um aumento em filiações, de 20 membros para cerca de 20 mil em 1992.
A drasticamente aumentando popularidade do grupo também resultou em um aumento em violência perpetuada por seus membros. No ano antecedente ao reconhecimento pelo governo de Tóquio, um membro da seita – Terayuki Majima – havia sido acidentalmente afogado durante um ritual; seu corpo foi cremado, e os ossos restantes moídos e espalhados por um rio nas redondezas. Um amigo de Majima – outro membro do grupo – foi assassinado por membros agindo sob ordens de Asahara, depois que ele ficou desiludido e tentou sair.
Três meses após o reconhecimento, seis membros de Aum Shinrikyo se envolveram no assassinato de Tsutsumi Sakamoto e sua família. Sakamoto estava trabalhando em um processo de ação coletiva contra a seita. Asahara havia anteriormente progredido o conceito de ‘poa’: uma doutrina que não só afirmava que pessoas com carma ruim estavam condenadas a uma eternidade no Inferno (a não ser que fossem ‘renascidas’ através de intervenção por ‘pessoas iluminadas’), mas que era aceitável matar pessoas em risco de carma ruim para salvá-los do Inferno.

#### Primeiras tentativas de tomar poder
Asahara já experienciava delírios de grandeza em 1985. Em suas sessões de meditação durante este tempo, ele afirmava que o deus Shiva havia se revelado a ele, e o nominado ‘Abiraketsu no Mikoto’ (‘O deus da luz que lidera os exércitos dos deuses’), aquele que construiria o Reino de Shambhala, uma sociedade utópica composta daqueles que haviam desenvolvido ‘poderes psíquicos’.
Em 1990, Asahara anunciou à Dieta do Japão que o grupo apresentaria 25 candidatos na eleição daquele ano, sob o nome Shinrito (真理党, ‘Partido da Verdade’). Apesar de mostrar confiança em sua habilidade de ganhar assentos na dieta, o partido recebeu apenas 1783 votos; a falha de conquistar poder de forma legitima, atribuída por Asahara a uma conspiração externa propagado por ‘maçons e judeus’, fez ele ordenar a seita a produzir toxina botulínica e fosgênio a fim de derrubar o governo japonês. Conforme membros se tornavam desiludidos com o grupo (seguindo contato com o mundo exterior feito durante campanha eleitoral) e desertavam, uma atitude entre os membros restantes que ‘os não iluminados’ não mereciam a salvação se tornou aceitada.
Tentativas de armazenar toxina botulínica se provaram um fracasso. Seiichi Endo – um dos membros encarregados de adquirir a toxina – coletou amostras de solo do Rio Ishikari, e tentou produzir a toxina com fermentadores de capacidade de 10 mil litros. Ao todo, 50 ‘fornadas’ de 9 mil litros de um caldo cru foram produzidos – no entanto, a seita não tentou purificar o caldo (o que em maioria teria consistido em cultivo do meio de cultura; um dos membros até caiu em um dos fermentadores e quase se afogou, contudo escapou ileso).
Apesar de bioensaios com camundongos feitos por Tomomasu Nakagawa (outro membro da seita auxiliando Endo) não retornarem nenhum efeito tóxico, em abril de 1990, o caldo cru foi carregado em três caminhões equipados com dispositivos de pulverização customizado, os quais seriam utilizados em duas bases navais estadunidenses, o Aeroporto Internacional de Narita, o Prédio da Dieta Nacional, o Palácio Imperial de Tóquio, e a sede de um grupo religioso rival. Aum  Shinrikyo não conseguiu cumprir seus objetivos com atentado, pois o caldo cru se provou inofensivo; o grupo não isolou a toxina das amostras de solo corretamente.